# Landen Ridge
Landen Ridge ist ein schmaler und rund 900 m hoher Gebirgskamm an der Foyn-Küste des Grahamlands auf der Antarktischen Halbinsel. Er ragt am östlichen Ende der Cole-Halbinsel auf.
Im Dezember 1947 nahm der Falkland Islands Dependencies Survey Vermessungen vor, während Teilnehmer der US-amerikanischen Ronne Antarctic Research Expedition (1947–1948) erste Luftaufnahmen anfertigten. Der Expeditionsleiter Finn Ronne benannte den Gebirgskamm nach David Landen (1908–1988) vom United States Geological Survey, der an der Ausarbeitung des Luftbildprogramms der Forschungsreise und der Auswertung der Luftaufnahmen beteiligt war.